# Emilie Tolnay
Emilie Tolnay geb. Müller (geboren am 6. Oktober 1901 in Iglau; gestorben am 5. Juli 1944 in Wien) war eine österreichische Friseurin und Widerstandskämpferin gegen das NS-Regime. Sie wurde von der NS-Justiz zum Tode verurteilt und im Wiener Landesgericht mit dem Fallbeil hingerichtet.

## Leben
Tolnay war nach den Pflichtschulen ab 1916 in verschiedenen Industriebetrieben als Hilfsarbeiterin tätig. 1922 erlernte sie den Beruf der Friseurin, welchen sie bis 1926 ausübte. In diesem Jahr heiratete sie den Bäckergehilfen Anton Tolnay (* 1893). Im Jahr 1936 wird das Ehepaar vom austrofaschistischen Regime wegen Verdachtes der Betätigung für die Kommunistische Partei Österreichs festgenommen und vier Monate lang interniert. Am 14. Juli 1942 werden die beiden, nunmehr vom NS-Regime, erneut festgenommen. Gemeinsam mit Therese Dworak, Johann Graf und Rosalia Graf wurde Emilie am 22. Dezember 1943 vom Oberreichsanwalt beim Volksgerichtshof angeklagt, sie habe sich an der „Reorganisation des illegalen Widerstandskampfes in der Zeit von 1941 bis 1942 beteiligt“, den gesuchten KPÖ-Funktionär Adolf Neustadtl unterstützt und diesem „dadurch eine umfangreiche Aufbautätigkeit ermöglicht“. Laut Anklage sei „der Ehemann Tolnay offenbar stark unter dem bestimmenden Einfluß seiner geistig ihm weit überlegenen Frau gestanden“. Ihr sei es auch gelungen, Johann und Rosalia Graf für die Mitarbeit in der KPÖ zu gewinnen.
Am 14. April 1944 wurden Therese Dworak, Johann Graf, Rosalia Graf und Emilie Tolnay vom Volksgerichtshof Wien wegen „Vorbereitung zum Hochverrat und Feindbegünstigung“ zum Tode verurteilt, Anton Tolnay zu zehn Jahren Zuchthaus. Emilie Tolnay wurde am 5. Juli 1944 im Wiener Landesgericht durch das Fallbeil hingerichtet. Anton Tolnay befand sich bis zum Ende des NS-Regimes in Haft.

## Gedenken
Tolnays Name findet sich auf einer 1946 für die Opfer des Kampfes gegen den Faschismus enthüllten Gedenktafel in der Bezirksleitung der KPÖ-Penzing in der Drechslergasse 42 und auf einer Gedenktafel im Hinrichtungsraum des Wiener Landesgerichts. Sie wurde in der Schachtgräberanlage der Gruppe 40 (Reihe 20/Grab 50) des Wiener Zentralfriedhofes bestattet.